# Kulturarw3
Kulturarw3 är ett kulturarvsprojekt startat av Kungliga biblioteket år 1996. Projektets syfte är att samla in och arkivera alla svenska webbsidor.

## Bakgrund
Idén till Kulturarw3 (3:an i namnet symboliserar tre w) kom från Frans Lettenström, som 1995 fick anställning vid Kungliga biblioteket som it-samordnare för alla Sveriges forskningsbibliotek. Samma år kom han med idén att samtliga svenska webbsidor skulle samlas in och laddas ner. Argumentet för detta var att KB redan samlade in allt tryckt material och Lettenström såg ingen skillnad på digitalt och tryckt material. Han fick med sig ledningen på Kungliga biblioteket och Kulturarw3 föddes. Sverige blev då först i världen med att samla in alla webbplatser, även om ett liknande projekt fanns i amerikanska Internet Archive. Projektet Kulturarw3 tog fart på allvar 1997 och sedan dess skannas Sveriges alla hemsidor av två gånger årligen och sparas för eftervärlden.

## Verksamhet
KB har sedan 1600-talet samlat in och bevarat tryckta publikationer. Numera publiceras mycket information enbart digitalt och för att ta hand om den informationen samlar KB även in svenska webbsidor. Syftet med samlingen är att visa vår tids webbpublicering och att göra det möjligt för kommande generationer att forska i. De toppdomäner KB samlar ifrån är bland annat .se, .nu, .com och .org. Insamlingen sker cirka en till två gånger per år. Insamling av massmedias webbplatser sker upp till en gång per dag. År 2014 fanns drygt 5 miljarder objekt, motsvarande cirka 350 TB data, i samlingen. I dagsläget får samlingen endast visas innanför Kungliga bibliotekets väggar och användas för forskning. 
År 2010 fick insamlingen ta en tillfällig paus på grund av höga kostnader och lagstiftning gällande den personliga integriteten. Man menade att arkiveringstekniken inte hann med den digitala utvecklingen. Då träffades en överenskommelse med Internet Archive, som gick med på att göra ett ”svep” under året med en robot som sparar alla svenska hemsidor. Mycket material gick dock förlorat.
Kulturarw3 drevs under många år av internetpionjären Allan Arvidson.